# Diplectrum
Diplectrum (Syn.: Haliperca) ist eine Gattung der Sägebarsche (Serranidae). Die Fische leben küstennah im tropischen und subtropischen östlichen und zentralen Pazifik und mit zwei Arten auch im tropischen westlichen Atlantik.

## Merkmale
Diplectrum-Arten erreichen Längen von 17 bis 37 cm. Sie sind schlank mit spindelförmigen, nur wenig seitlich abgeflachten Körpern. Dorsales und ventrales Körperprofil sind annähernd gleich. Die Schwanzflosse ist eingebuchtet oder ist leicht gegabelt, wobei der obere Lobus oft etwas größer ist und in einigen Fällen mit einem langen Filament endet. Die Rückenflosse ist zwischen hart- und weichstrahligem Abschnitt nur wenig eingebuchtet. Die Schuppen sind Kammschuppen. Die Schnauze und die Kopfoberseite sind unbeschuppt. Sowohl die Kiefer als auch der Gaumen sind mit borstenartigen Zähnen besetzt, die Kiefer zusätzlich mit einer äußeren Reihe von 5 bis 10 kleineren Fangzähnen. Der Winkel zwischen dem senkrechten und dem waagerechten Ast des Präoperculums ist annähernd ein rechter Winkel. Die Ränder beider Äste sind gesägt (Ausnahme: der Senkrechte nicht bei D. euryplectrum). Sowohl auf dem Präoperculum als auch auf dem Kiemendeckel finden sich mehrere größere Stacheln. Die Bauchflossen stehen unter oder vor den Brustflossen.
- Flossenformel: Dorsale X/11–12, Anale III/6–8, Pectorale 14–19.
- Branchiostegalstrahlen: 7.
- Wirbel: 10+14.[3]

Diplectrum-Arten sind in der Regel auf dem Rücken bräunlich und werden zur Bauchseite hin zunehmend heller. Schnauze und „Wangen“, sowie Rücken- und Schwanzflosse sind oft mit gelben, orangen oder blauen Linien oder Punkten gemustert. Alle Diplectrum-Arten sind Hermaphroditen. Die weiblichen Gonaden sitzen vor den männlichen.

## Arten
Zur Gattung Diplectrum gehören zwölf Arten:

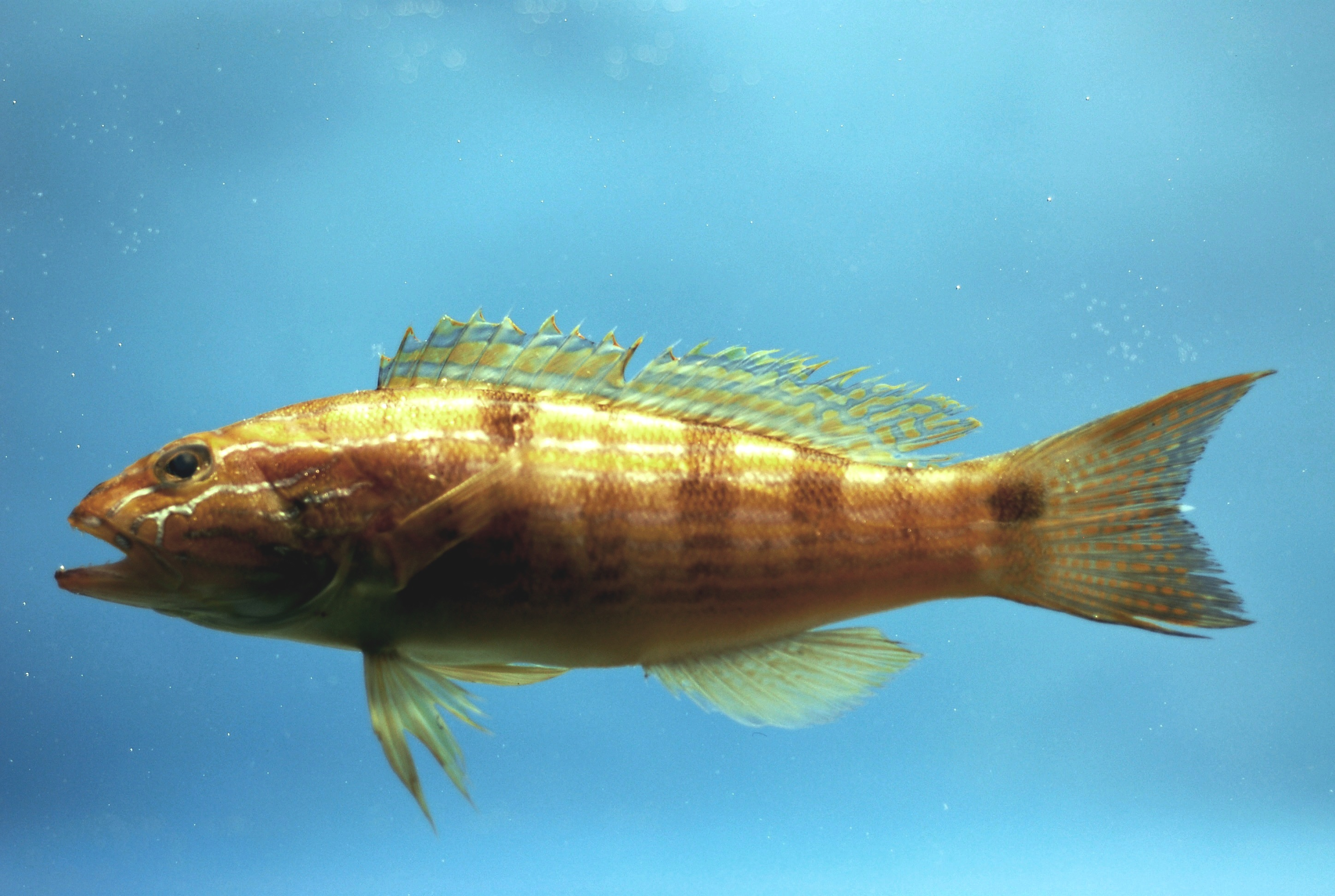
Diplectrum formosum

- Diplectrum bivittatum  (Valenciennes in Cuvier & Valenciennes, 1828)
- Diplectrum conceptione  (Valenciennes in Cuvier & Valenciennes, 1828)
- Diplectrum eumelum  Rosenblatt & Johnson, 1974
- Diplectrum euryplectrum  Jordan & Bollman, 1890
- Diplectrum formosum  (Linnaeus, 1766)
- Diplectrum labarum  Rosenblatt & Johnson, 1974
- Diplectrum macropoma  (Günther, 1864)
- Diplectrum maximum  Hildebrand, 1946
- Diplectrum pacificum  Meek & Hildebrand, 1925
- Diplectrum radiale  (Quoy & Gaimard, 1824)
- Diplectrum rostrum  Bortone, 1974
- Diplectrum sciurus  Gilbert, 1892

## Belege
1. ↑  Diplectrum sciurus auf Fishbase.org (englisch)
2. ↑  Diplectrum maximum auf Fishbase.org (englisch)
3. 1 2 3  Stephen A. Bortone: Revision of the sea basses of the genus Diplectrum (Pisces: Serranidae). NOAA technical report NMFS CIRC; Seite 2–3. PDF
4. ↑  Diplectrum auf Fishbase.org (englisch)